# Гай Канулей (трибун 445 пр.н.е.)
Гай Канулей (Gaius Canuleius) е политик на Римската република през втората половина на 5 век пр.н.е. Произлиза от плебейската фамилия Канулеи.
През 445 пр.н.е. Канулей е народен трибун заедно с Гай Фурний. Подготвя един conubium и е aвтор на закона lex Canuleia, който разрешава брак между плебеи и патриции.
Вероятно е баща на Марк Канулей (народен трибун 420 пр.н.е.).